# Kłyk (rzeka)
Kłyk (ros. Клык) – rzeka w azjatyckiej części Rosji, lewy dopływ rzeki Bajgoł. Przepływa przez rejon turoczacki, w Republice Ałtaju. Długość rzeki – 60 km. Powierzchnia zlewni – 599 km².

## Informacje ogólne
Kłyk przepływa przez rejon turoczacki. Źródło znajduje się na północ od Jeziora Teleckiego. Uchodzi do rzeki Bajgoł.